# AirPods
De AirPods zijn draadloze oortjes gemaakt door Apple Inc. die er grotendeels hetzelfde uitzien als vorige oortjes die door het bedrijf gemaakt zijn. Het geluidssignaal wordt Bluetooth overgedragen. Op dezelfde wijze kunnen kommando's aan het afspeelapparaat gegeven worden.  Zo kan men een AirPod uit het oor halen waardoor de muziek gepauzeerd wordt, en door twee keer op een oortje te tikken, kan Siri geactiveerd worden. De AirPods werken met ieder apparaat dat over Bluetooth beschikt, maar er zijn meer functies beschikbaar als ze gekoppeld worden met een Apple-apparaat waarop minimaal macOS Sierra, watchOS 3 of iOS 10 geïnstalleerd staat.

## Geschiedenis

### Eerste generatie
De AirPods zijn op 7 september 2016 geïntroduceerd, samen met de iPhone 7 en Apple Watch Series 2. Apple kondigde toen aan de oordopjes vanaf eind oktober uit te leveren aan klanten. Het bedrijf stelde echter de verkoop voor onbepaalde tijd uit om het product verder te verbeteren. Uiteindelijk stelde Apple de AirPods op 13 december 2016 beschikbaar via de Apple Online Store, waarna de eerste exemplaren een week later aan klanten geleverd werden.

### Tweede generatie
In maart 2019 werd de tweede generatie AirPods aangekondigd in een persbericht, een week voor het Maart event. De tweede generatie AirPods beschikt over een H1-chip en in de duurdere versie kan de oplaadcase draadloos opladen, maar het ontwerp bleef hetzelfde. De tweede generatie verbindt sneller met andere apparaten en zorgt voor een betere geluidskwaliteit dan de eerste generatie. Per oplaadbeurt kan je tot vijf uur luisteren of drie uur spreken/bellen, je kan namelijk een oproep op je IPhone beantwoorden met je AirPods of met Siri. Je kan ook liedjes of podcasts met een andere set AirPods delen, waardoor je met iemand anders naar hetzelfde kan luisteren.

### Derde generatie
Het ontwerp is helemaal veranderd ten opzichte van de tweede generatie: ze zijn iets groter, de steeltjes zijn 33% kleiner en sommige elementen zijn een beetje verplaatst. Per oplaadbeurt kan je tot zes uur luisteren of vier uur spreken/bellen.  Vanaf 18 oktober 2021 kon je ze bestellen, waarna ze na een week bezorgd werden. De nieuwe AirPods geven geluiden uit alle richtingen, waardoor het lijkt alsof je echt in een concertzaal of theater zit. Ze dempen ook windgeruis als je met iemand belt, waardoor je stem duidelijk wordt gehoord en ze zijn zweet- en waterbestendig, wat handig is als je met ze wil hardlopen. Ze hebben ook een huiddetectiesensor die het verschil tussen je oor en andere oppervlakken kent, zodat het geluid alleen wordt afgespeeld wanneer je AirPods in je oren draagt en het geluid dus gepauzeerd wordt wanneer ze in je zak zitten of op een tafel liggen, wat handig voor de batterij is. Ze kosten € 199.

## AirPods Pro
De AirPods Pro is de derde versie van de AirPods die door Apple Inc. is ontwikkeld en is de opvolger van de tweede generatie AirPods. De Pro-versie werd op 28 oktober 2019 tegelijkertijd met de release van iPad OS 13.2 en iOS 13.2 aangekondigd en is vanaf 30 oktober dat jaar verkrijgbaar. De nieuwe AirPods bevatten actieve ruisonderdrukking, hebben een nieuw design vergelijkbaar met de Powerbeats Pro en zijn in tegenstelling tot de voorganger waterbestendig. Ze gaan na een keer volledig opladen zo’n 4,5 uur mee.

## AirPods Max
De AirPods Max is een draadloze koptelefoon met noise-canceling.

## Kritiek
De AirPods hebben sinds de uitgave verschillende punten van kritiek ontvangen, waaronder de door velen genoemde hoge prijs van 179 euro. Daarnaast klaagden veel mensen die eerder oordopjes van Apple gedragen hebben, dat het mogelijk is dat de relatief kleine dopjes uit het oor kunnen vallen. Onderzoek door journalisten met prototypen van de AirPods heeft echter uitgewezen dat de kans dat dit tijdens normaal gebruik gebeurt zeer klein is.